# Neal Ascherson

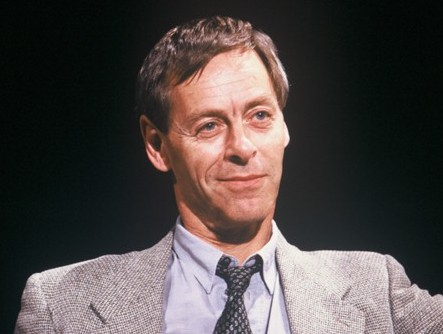
Neal Ascherson

Charles Neal Ascherson (* 5. Oktober 1932 in Edinburgh) ist ein schottischer Journalist und Schriftsteller.
Ascherson ging in Eton zur Schule und studierte Geschichte am King’s College (Cambridge). Der Historiker Eric Hobsbawm beschrieb ihn als „vielleicht der brillanteste Student, den ich je hatte. Ich habe ihm eigentlich nicht viel beigebracht, ich habe ihn einfach machen lassen.“
Nach seinem Abschluss schrieb Ascherson zunächst für den Manchester Guardian und später für The Scotsman (1959–1960), The Observer (1960–1990) sowie The Independent on Sunday (1990–1998). Er schrieb Drehbücher für die Dokumentarfilm-Reihe The World at War (1973–1974) und die TV-Serie Cold War (1998). Außerdem schreibt er regelmäßig für die London Review of Books.
Ascherson ist Experte für Polen und den Ostblock.
Seit 2008 ist Ascherson Gast-Professor am Institut für Archäologie des University College London.

## Bücher
- The King Incorporated. 1963, ISBN 1-86207-290-6 (englisch).
- The Polish August : the self-limiting revolution. 1981, ISBN 0-670-56305-6 (englisch).
- The Book of Lech Wałęsa. 1982, ISBN 0-671-45684-9 (englisch).
- The Spanish Civil War (Granada Television serial script, 1983)
- The Nazi Legacy. 1984, ISBN 0-03-069303-9 (englisch). with Magnus Linklater and Isabel Hilton
- The Struggles For Poland. 1987, ISBN 0-7181-2812-5 (englisch).
- Games With Shadows. 1988, ISBN 0-09-173019-8 (englisch).
- Black Sea: The Birthplace of Civilisation and Barbarism. 1995, ISBN 0-8090-3043-8 (englisch)., deutsch Schwarzes Meer, Berlin 1996.
- Stone Voices: the search for Scotland. 2002, ISBN 0-8090-8491-0 (englisch).